# Rio Ferigele
O Rio Ferigele é um rio da Romênia, afluente do Valea Satului, localizado no distrito de Vâlcea.